# Crematogaster ferrarii
Crematogaster ferrarii är en myrart som beskrevs av Carlo Emery 1888. Crematogaster ferrarii ingår i släktet Crematogaster och familjen myror.

## Underarter
Arten delas in i följande underarter:
- C. f. ferrarii
- C. f. lumpurensis